# Itaguary
Raymundo Tavares do Santos, mais conhecido como Itaguary, Itaguari ou, eventualmente, apenas Ita (1910 ou 1911, local desconhecido - data e local de falecimento também desconhecidos) foi um futebolista brasileiro que jogava como meia-direita, ponta-direita ou centroavante. Notabilizou-se como segundo maior artilheiro do clássico Re-Pa, atuando tanto por Paysandu quanto pelo Remo, pelo qual também é o maior artilheiro do clássico.

## Origens
Pouco se sabe de Itaguary. A imprensa pernambucana, ao noticiar a chegada do Paysandu em 1935, informa que seu nome era Raymundo Tavares dos Santos e descreve-o como "meia-direita" de "24 anos" (portanto, nascido em 1910 ou 1911), "dispondo de um chute violentíssimo e é um dos mais esforçados dos jogadores" e que, além de futebolista, também era "auxiliar do comércio". No Pará, o nome Itaguary era na década de 1930 a denominação da área atualmente correspondente aos municípios de Ponta de Pedras e de Cachoeira do Arari, ambos na Ilha do Marajó.
Porém, também em 1935, a imprensa maranhense sugere que o jogador seria proveniente do Estado vizinho, noticiando que "A 'Folha do Norte' publicou entrevistas dos principais jogadores da embaixada do Paysandú. Ruy, que depois de declarar que Vavá está jogando bem, adiantou que os dois vão voltar para S. Luís, onde irão trabalhar. Itaguary terminou dizendo que vai regressar ao Maranhão, para jogar pelo clube que convidou Heitor, Damanesceno e Doca. Damasceno, depois de tratar da excursão, disse que viajará, no dia 15 do presente, para São Luís, onde defenderá as cores do Sírio Brasileiro".

## Carreira

### Paysandu
Um registro inicial de Itaguary no Paysandu é sua participação em Re-Pa travado em 10 de julho de 1932, uma vitória de 2-1 pela Taça Abelardo Conduru. No estadual daquele ano, não chegou a atuar; o certame teve apenas duas partidas, rendendo o título aos alviazuis. Remo e Tuna estavam desafiliados em meio a uma cisão, na maior crise política do futebol estadual, com os dirigentes azulinos fazendo oposição ao novo presidente da Federação, o ex-dirigente alviazul Ophir Loyola, que chegou a licenciar-se e depois renunciar. O impasse envolveu até mesmo o interventor Magalhães Barata e a justiça comum, que deferiu sequestro e imissão na posse de documentos da federação que estavam em poder de membros que renunciaram - chegou a haver tentativa de arrombamento no prédio da federação e proibição de jogos por ordem policial em função de episódios de violência. Em dezembro daquele ano, a cisão foi superada com a criação de uma nova federação.
Em 1933, Itaguary integrou o Paysandu campeão do Torneio Início, mas o campeonato paraense foi vencido pelo rival Remo. No estadual de 1934, o Paysandu voltou a ser campeão, conquista celebrada de modo especial por marcar a décima vez que o time vencia o torneio e os vinte anos de existência do clube. O título veio após uma série melhor-de-três com a Tuna, com "Ita" como centroavante titular na competição, que teve sete jogos. Itaguary foi o artilheiro dos campeões, com quatro gols.
Em 31 de janeiro de 1935, em amistoso do Festival Alvi-Azul, Itaguary marcou na goleada de 4-0 do Paysandu no Re-Pa. No clássico com a Tuna Luso, chegou a marcar três gols em vitória de 4-1 em 17 de junho. Não haveria, porém, campeonato paraense naquele ano. Assim, o Paysandu realizou uma excursão de oitenta dias e vinte jogos pela Região Nordeste do Brasil. Itaguary marcou cinco gols, dentre eles um cada no 4-0 sobre o Santa Cruz, no 3-3 com o Sport Recife e no 4-1 sobre o Maranhão.
Em 28 de fevereiro de 1936, Itaguary também marcou no 3-3 contra a seleção do Suriname. Neste mesmo ano, Em 1936, estreou na seleção paraense, em 7-0 sobre a maranhense pelo Campeonato Brasileiro de Seleções Estaduais. Participou também do 9-0 sobre a piauiense e marcou um dos gols no triunfo de 2-1 sobre a pernambucana no Recife, vitória que rendeu ao Pará o título de campeão do norte. Na fase seguinte, os paraenses enfrentaram os cariocas em dois jogos na capital federal, vencido pelos locais por 6-1 e 5-2 - "Ita" marcou neste segundo jogo. Em paralelo, o Remo venceu o estadual de 1936, após empate em 1-1 em Re-Pa travado já em 17 de janeiro de 1937. Foi de Itaguary o gol do Paysandu.
Curiosamente, esse 1-1 foi o único Re-Pa de 1937. O Remo não participou do estadual daquele ano, mas o Paysandu, ainda com Itaguary, só venceu o Torneio Início. Em abril, o jogador foi desligado do clube. Assim foi repercutido no Maranhão, na edição de 18 de abril de 1937 do jornal local O Imparcial:
"A diretoria do Paysandu, em sua reunião de anteontem, eliminou de seu quadro os atletas Itaguary e Doca e suspendeu Moacyr por noventa dias, afora outros elementos secundários. Itaguary, Doca e Moacyr formavam na linha de ataque do 'onze' principal do alviazul, o último há pouco saído do União, onde estava atuando com sucesso. Todos os três são elementos de indiscutível eficiência técnica, sobretudo Ita e Doca, tidos como os melhores ponteiros paraenses, nas suas posições. Todos esses atletas formaram na equipe do Transviário que enfrentou o Remo, domingo passado, e estavam escalados para o quadro alviazul reorganizar sua ofensiva, fazendo-a, de novo, tão poderosa como ela era com Itaguary, Doca e o seu excelente Moacyr Alves, que não faz muito retornou ao Remo. O outro Moacyr, este que veio do União e é o atual meia esquadra alviazul, soubemos que não atenderá à pena de suspensão, que lhe foi imposta, deixando o Paysandu e passando a prelar somente pelo Transviário".

### Chegada ao Remo e em Pernambuco
O primeiro gol de Itaguary pelo Remo deu-se em vitória de 4-2 em amistoso contra o Bahia, em 4 de setembro de 1938. Em 2 de outubro, em amistoso no estádio do Paysandu, Itaguary estreou como remista no Re-Pa, vencido fora de casa por 3-2. Em paralelo, a seleção paraense foi retomada em 1938, com Itaguary marcando no 9-2 sobre a maranhense e no 7-0 sobre a amazonense, partida que rendeu novo título de campeão do norte ao Pará no Campeonato Brasileiro de Seleções Estaduais.
Em 5 de março de 1939, saindo do banco para o lugar de Carvalhinho, Itaguary participou da maior goleada remista no Re-Pa, o 7-2 válido pela Taça Abelardo Conduru, jogo que também registrou o recorde individual de gols de um só jogador em um dérbi - os cinco de Jango. Jango e Itaguary, porém, não ficaram muito mais tempo no Pará; ambos acertaram com o Santa Cruz, seduzidos pelo futebol já profissional de Pernambuco. Caminho similar foi tomado por diversos outros jogadores paraenses, conforme as seguintes notas da época:
"Telegrafaram de Belém, no Pará, na data de ontem: 'continua o êxodo dos futebolistas paraenses, atraídos por situações mais vantajosas em outros Estados do país. Ontem seguiu para Pernambuco o jogador Pedro, elemento do Paysandu, considerado o melhor médio paraense. Pedro foi contratado pelo Santa Cruz F.C., de Recife. Hoje, de avião, seguiram Jango e Itaguary" - Correio Paulistano de 12 de maio
"O Santa Cruz Club venceu o Sport da Bahia pela contagem de cinco a zero, brilhando, nessa pugna, os jogadores paraenses recém-contratados Pedro, Itaguary e Jango, tendo este marcado quatro goals" - Jornal do Commercio de 25 de maio
"Noticia a imprensa que os jogadores paraenses estão recebendo propostas vantajosas do profissionalismo do Ceará, de Pernambuco e da Bahia, começando a emigrar os melhores cracks. Referem que já se encontram jogando no Galícia, da Bahia, Capi e Vevé, e no Santa Cruz, do Recife, Itaguary, Jango e Pedro, devendo seguir brevemente contratados Damasceno, Pelado, Setenta e Sete e Bendelack, estando esse êxodo a preocupar os clubes locais"  - Jornal do Commercio de 6 de junho
Há registros de dois gols marcados por Itaguary como jogador coral, em derrota amistosa por 4-3 em 7 de julho de 1939 para o Botafogo da Bahia, e em vitória de 8-5 sobre o América em 24 de outubro pelo campeonato pernambucano, onde o adversário ainda tinha mais títulos que o próprio Santa Cruz e também o Náutico, o campeão de 1939 - o segundo título estadual alvirrubro.
Itaguary, a partir de 1940, reforçou o extinto Tacaruna no campeonato suburbano, que correspondia às divisões de acesso do campeonato pernambucano, atuando até 1943, ano em que o time venceu a terceira divisão estadual. Neste mesmo ano, "Ita" reapareceu no Remo.

### Volta ao Remo

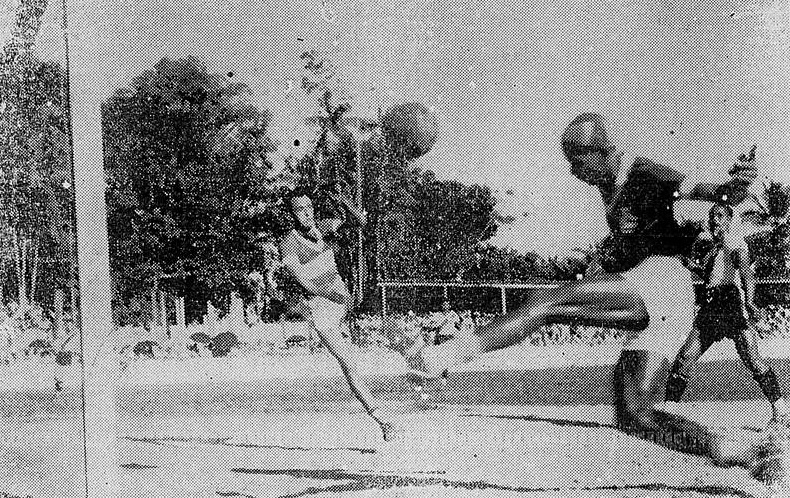
Enfrentando em 1951 a Tuna Luso.

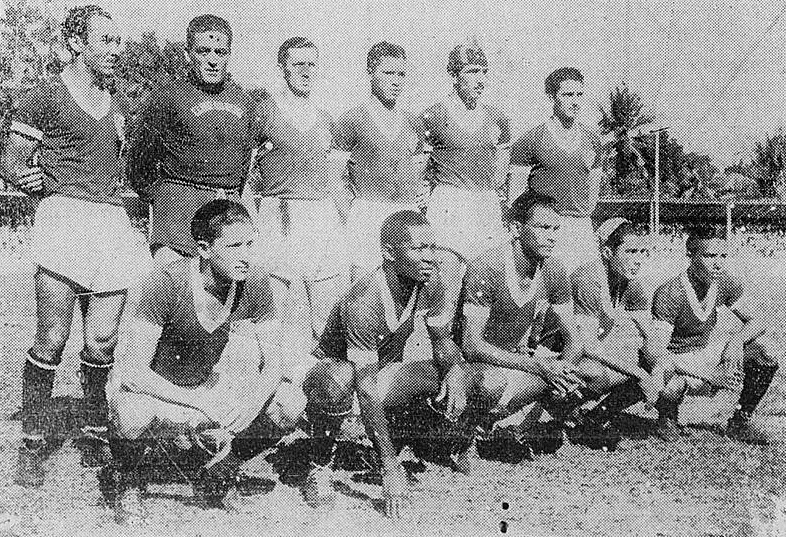
Terceiro agachado em foto do Remo em 1951.

Reapareceu no clássico na primeira partida que representou exatamente a desforra dos 7-2 azulinos anos antes: o Paysandu venceu por 7-1, com Itaguary marcando o único gol remista, em amistoso pelo festival esportivo do Paysandu, em 21 de novembro.  Em 1945, viria o famoso 7-0, válido pelo estadual. Itaguary não atuou nessa partida e sim em derrota de 4-3, travada já em 24 de março de 1946, ainda válida pela edição de 1945. Marcou novamente um dos gols. No mesmo ano, fez o gol paraense na derrota do combinado local por 4-1 para o Madureira do goleiro Julio Véliz, posteriormente seu colega no Remo.
Não houve campeonato próprio para 1946, o que não impediu amistosos no Re-Pa. Neles, Itaguary marcou em vitórias de 5-2 e de 4-1, respectivamente em novembro e em dezembro. Em 8 de junho de 1947, peça Taça Adriano Borges, marcou duas vezes na Curuzu, sem impedir derrota de 5-4. Marcaria ao longo do ano também em empate em 2-2 (pela mesma taça, em 15 de julho) e em vitória amistosa de 3-1 em 15 de agosto, mas não impediu o pentacampeonato do rival. Em 1947, também atuou em vitória de 5-0 sobre o Santa Cruz, além de marcar os dois gols azulinos em 2-2 com o Bahia; outros dois cada em 7-2 sobre o Fast e em 2-2 com o Olímpico, respectivamente o vice-campeão e o campeão do campeonato amazonense de 1947; e em diversos clássicos com a Tuna - casos dos dois gols remistas em 2-1, outro em 4-2, e mais um em um 1-1.
Itaguary seguiu marcando diversas vezes ao longo dos Re-Pas de 1948, com o Remo chegando a vencer por 6-2 com três gols de "Ita" em 7 de setembro, em amistoso realizado em plena Curuzu; novamente no campo rival, Itaguary fez os dois gols azulinos em 2-2 amistoso em 29 de setembro; e, já pelo estadual, marcou duas vezes em vitória de 4-3 em 12 de dezembro. Porém , o título estadual foi da Tuna. Contra ela, marcou em mais de um clássico Re-Tu naquele ano, na vitória por 1-0, 2-1 e duas vezes em derrota de 5-3.
Antes do estadual de 1949, três Re-Pas amistosos já haviam sido realizados, todos com vitórias azulinas: 5-3, 6-2 e 5-2, com Itaguary marcando um gols em todos (foram dois nos 6-2). No estadual, o Remo enfim encerrou jejum de nove anos. Na campanha, Itaguary marcou duas vezes em 3-1 no Paulista, no 1-1 com a Tuna, no 3-0 no returno com o Paulista, no 5-3 sobre o Paysandu, derrotado depois por 3-1 e por 4-1 em uma série melhor-de-três. Foi o primeiro título remista no profissionalismo, inaugurado em 1945. Em paralelo, "Ita" marcou os gols remistas nos empates em 1-1 com Sampaio Corrêa e Moto Club, em amistosos de outubro.
No início de 1950, Itaguary integrou o elenco azulino que realizou vitoriosa excursão à Venezuela, enfrentando cinco clubes locais e um combinado de espanhóis. "Ita" marcou nas vitórias de 2-1 sobre o Deportivo Italia e dois no 5-0 sobre o time da Escola Militar. O clube terminou campeão do Torneio de Caracas, considerado pela torcida um título mundial, embora um apelo oficial junto à FIFA tenha sido rechaçado em 2013. No mês seguinte, Itaguary voltou a defender a seleção paraense, após doze anos, em vitória de 4-1 sobre a amazonense. Participou ainda do 1-1 com Minas Gerais, fornecendo a assistência para o gol de Hélio - só aos 41 minutos do segundo tempo os mineiros empataram. Hélio é justamente o único jogador que supera Itaguary como artilheiro do clássico Re-Pa.
Mantendo a base e treinado pelo educador físico Nagib Coelho Matni, o Remo obteve o bicampeonato em 1950, com Itaguary marcando o único de um Re-Pa travado em 16 de julho de 1950, exatamente no dia do Maracanazo. No mês seguinte, pela "Taça da Paz Firmino Oliveira", marcou em novo triunfo no clássico, por 3-0.
Nos Re-Pas de 1951, ele marcou em 3-3 amistoso na Curuzu, em 21 de abril; em derrota amistosa de 4-3 em 24 de maio, no mesmo estádio, onde marcaria dois gols em triunfo de 4-1 já válido pelo estadual. Ainda fez outro sobre o rival, em 3-3 amistoso em 26 de agosto. O título estadual, porém, foi da Tuna, cuja única derrota deu-se para o Remo por 3-1, com Itaguary marcando. Posteriormente os dois clubes travaram uma série melhor-de-três, com duas vitórias cruzmaltinas nos dois primeiros jogos. Itaguary marcou no segundo, mas não impediu que o placar de 3-1 fosse dessa vez favorável ao adversário.
Em 1952, ano em que Itaguary marcou o último gol de 3-3 em Re-Pa amistoso na Curuzu em 3 de fevereiro, o Remo voltou a ser o campeão estadual, em campanha iniciada com goleada de 8-2 no Auto Esporte ("Ita" marcou) e encerrada de maneira invicta após 17 jogos. Itaguary, porém só atuou até a primeira rodada do returno. Curiosamente, o Leão repetiu o 8-2 no mesmo adversário, com outro gol de "Ita", que já não jogou os Re-Pas. Mesmo sem ele, o clube pôde golear o rival por 6-1 e vencê-lo também por 3-0 e 2-1. O gol no segundo 8-2 sobre o Auto é o último registro de gol de "Ita" pelo Leão.

## Títulos

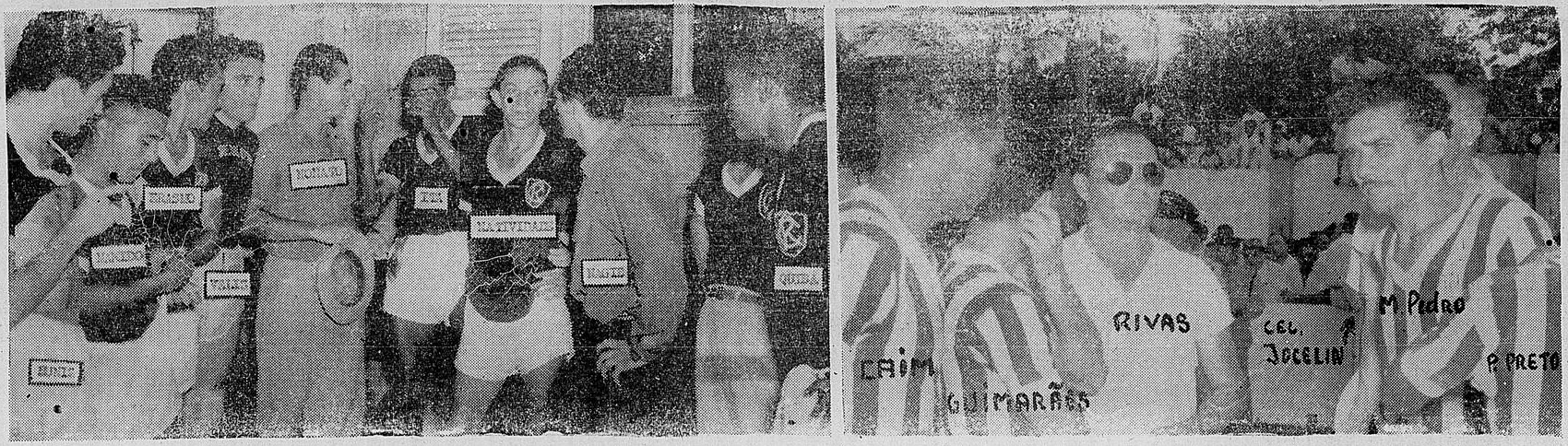
Re-Pa em 1951. Itaguary, hidratando-se, é o sexto homem da esquerda para a direita.

### Paysandu
- Campeonato Paraense: 1934, 1936

### Tacaruna
- Campeonato Pernambucano A3: 1943

### Remo
- Campeonato Paraense: 1949, 1950, 1952
- Torneio Internacional de Caracas: 1950